# Bornhöft
Bornhöft (tyska Bornhöved, danska Bornhøved) är en kommun (Gemeinde) och ort i Kreis Segeberg i förbundslandet Schleswig-Holstein i Tyskland. 
Kommunen ingår i kommunalförbundet Amt Bornhöved tillsammans med ytterligare sju kommuner.
Orten känd för två slag, slaget vid Bornhöft (1227) och slaget vid Bornhöft (1813) som var den senaste gången svenska och danska trupper stred mot varann.

## Kända personer från orten
- Otto Berg (1861–1944)
- Claus Möller (* 1942)
- Ludwig Ross (1806–1859)